# Gomphichis
Gomphichis ist eine Gattung aus der Familie der Orchideen (Orchidaceae). Sie besteht aus 34 Arten krautiger Pflanzen, die in Süd- und Mittelamerika beheimatet sind.

## Beschreibung
Die Arten der Gattung Gomphichis sind terrestrisch wachsende, selten epiphytische, horstige Pflanzen. Die dicht nebeneinander entspringenden Wurzeln sind fleischig und behaart. Die Blätter stehen in einer grundständigen Rosette, seltener am Spross verteilt. Sie sind schmal oval bis lanzettlich, spitz endend, fleischig.
Der traubige, vielblütige Blütenstand steht endständig, aufrecht. Die Blütenstandsachse ist behaart und von Hochblättern umhüllt. Die Tragblätter sind etwa so lang wie die Blüten. Die Blüten sind eher klein, fleischig, sie stehen meist dicht beieinander und sind nicht resupiniert. Der Fruchtknoten ist ungestielt. Sowohl der Fruchtknoten wie auch die Blütenblätter sind meist behaart. Die drei Sepalen sind einander etwa gleich geformt, nur wenig auseinanderklaffend, frei. Die seitlichen Petalen gleichen ungefähr den Sepalen, auch sie sind nicht verwachsen. Die Lippe ist fleischiger als die anderen Blütenblätter, kurz genagelt, rinnig, die Säule umfassend. Die Säule ist keulenförmig und s-förmig gebogen, behaart. An der Spitze der Säule sitzt die große, quer zur Säulenachse angeordnete, von einem erhabenen Rand umgebene Narbe. Das Rostellum zwischen Narbe und Staubblatt ist dünn, ebenfalls quer zur Säulenachse, stumpf bis abgeschnitten endend, mit den Seiten des Klinandriums verbunden. Das Staubblatt ist klein, die Kammern liegen parallel. Die zwei Pollinien bestehen aus bröseligen Stückchen. Die Pollinien kleben an einer gemeinsamen kleinen rundlichen Klebscheibe (Viscidium).

## Vorkommen
Gomphichis kommt im westlichen Südamerika, hauptsächlich in den Anden, sowie in Costa Rica vor. Die Gattung besiedelt Höhenlagen von 1700 bis 3600 Meter. Die Standorte sind alpine Grasländer, Waldränder und feuchte Wälder.

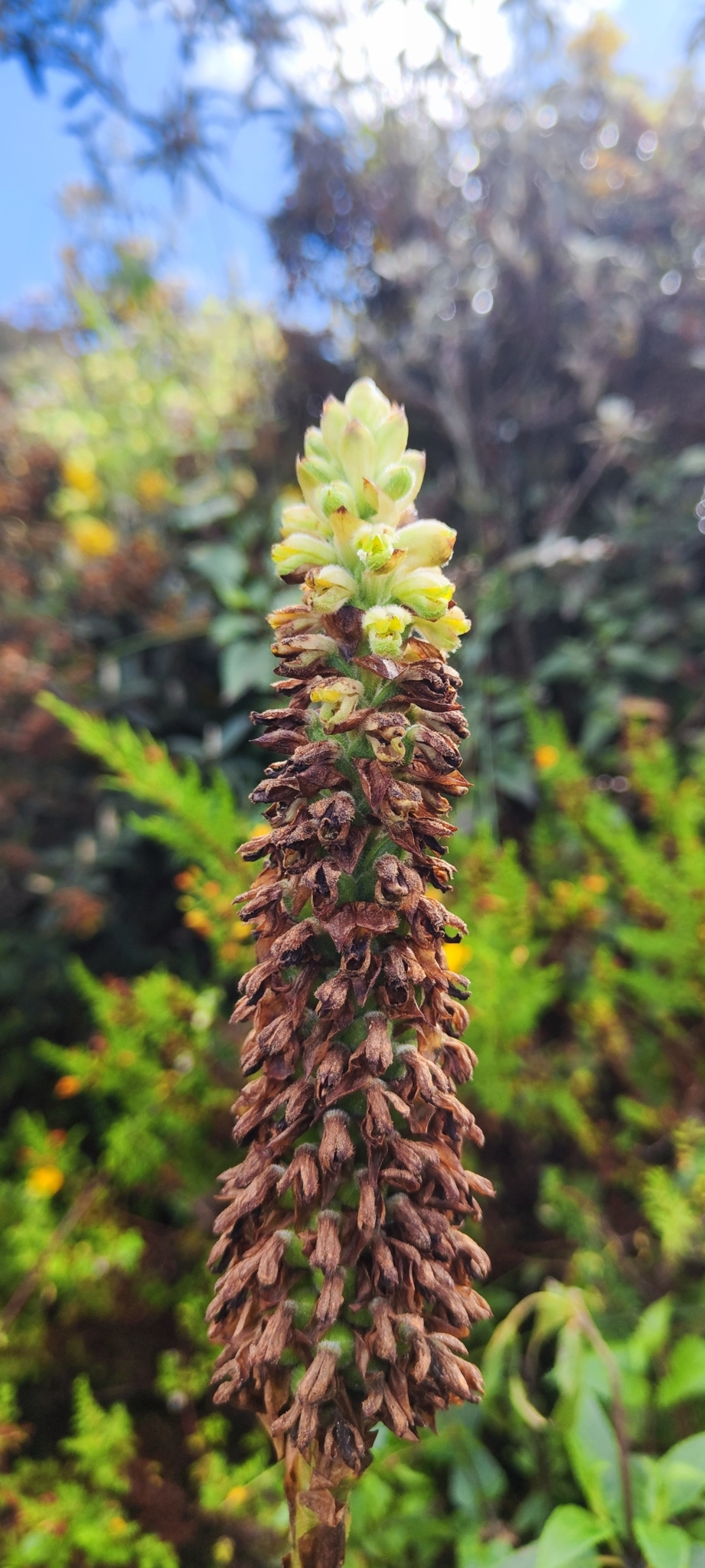
Gomphichis goodyeroides

## Systematik und botanische Geschichte
Die Gattung Gomphichis wurde 1840 von Lindley in Genera and Species of Orchidaceous Plants Seite 446 aufgestellt. Der Name leitet sich aus dem griechischen γόμφος gomphos für „Nagel“ oder „Keule“ ab und bezieht sich entweder auf die Form der Säule oder auf die Drüsenhaare an den Blüten. Typusart ist Gomphichis goodyeroides.
Gomphichis wird innerhalb der Tribus Cranichideae in die Subtribus Cranichidinae eingeordnet. Nah verwandt ist die Gattung Aa sowie Porphyrostachys pilifera. 
Es sind 34 Arten bekannt:
- Gomphichis adnata (Ridl.) Schltr.: Sie kommt von Costa Rica bis Guayana und Peru vor.[3]
- Gomphichis alba F.Lehm. & Kraenzl.: Sie kommt in Kolumbien vor.[3]
- Gomphichis altissima Renz: Sie kommt in Kolumbien vor.[3]
- Gomphichis bogotensis Renz: Sie kommt von Kolumbien bis zum nordwestlichen Venezuela vor.[3]
- Gomphichis carlos-parrae S.Nowak & Szlach.: Die 2014 erstbeschriebene Art kommt in Kolumbien vor.[3]
- Gomphichis caucana Schltr.: Sie kommt vom nordwestlichen Venezuela bis Ecuador vor.[3]
- Gomphichis cladotricha Renz: Sie kommt in der kolumbianischen Provinz Cundinamarca vor.[3]
- Gomphichis crassilabia Garay: Sie kommt in Ecuador vor.[3]
- Gomphichis cundinamarcae Renz: Sie kommt in Kolumbien vor.[3]
- Gomphichis epiphytica Szlach., S.Nowak & Paluch.: Die 2013 erstbeschriebene Art kommt in Kolumbien vor.[3]
- Gomphichis fernandezii S.Nowak & Szlach.: Die 2014 erstbeschriebene Art kommt in Kolumbien vor.[3]
- Gomphichis goodyeroides Lindl.: Sie kommt von Kolumbien bis Peru vor.[3]
- Gomphichis gracilis Schltr.: Sie kommt vom nordöstlichen Kolumbien bis Venezuela vor.[3]
- Gomphichis hetaerioides Schltr.: Sie kommt von Kolumbien bis Ecuador vor.[3]
- Gomphichis jaramilloi S.Nowak & Szlach.: Die 2014 erstmals beschriebene Art kommt von Kolumbien bis Venezuela vor.[3]
- Gomphichis koehleri Schltr.: Sie kommt in Peru vor.[3]
- Gomphichis lancipetala Schltr.: Sie kommt in der kolumbianischen Provinz Valle del Cauca vor.[3]
- Gomphichis longifolia (Rolfe) Schltr.: Sie kommt in Bolivien vor.[3]
- Gomphichis longiscapa (Kraenzl.) Schltr.: Sie kommt in Kolumbien und in Peru vor.[3]
- Gomphichis lozanoi S.Nowak & Szlach.: Die 2014 erstbeschriebene Art kommt in Kolumbien vor.[3]
- Gomphichis macbridei C.Schweinf.: Sie kommt von Ecuador bis Peru vor.[3]
- Gomphichis magnicallosa S.Nowak & Szlach.: Die 2014 erstbeschriebene Art kommt in Kolumbien vor.[3]
- Gomphichis monstruosa S.Nowak & Szlach.: Die 2014 erstbeschriebene Art kommt in Kolumbien vor.[3]
- Gomphichis plantaginea Schltr.: Sie kommt von Ecuador bis Peru vor.[3]
- Gomphichis plantaginifolia C.Schweinf.: Sie kommt von Peru bis Bolivien vor.[3]
- Gomphichis pseudogoodyeroides S.Nowak & Szlach.: Die 2014 erstbeschriebene Art kommt in Kolumbien vor.[3]
- Gomphichis renziana Szlach., S.Nowak & Paluch.: Die 2013 erstbeschriebene Art kommt in Kolumbien vor.[3]
- Gomphichis salamancae S.Nowak & Szlach.: Die 2014 erstbeschriebene Art kommt in Kolumbien vor.[3]
- Gomphichis scaposa Schltr.: Sie kommt in Kolumbien vor.[3]
- Gomphichis schneideri Szlach., S.Nowak & Paluch.: Die 2013 erstbeschriebene Art kommt in Kolumbien vor.[3]
- Gomphichis steyermarkii Foldats: Sie kommt im nordwestlichen Venezuela vor.[3]
- Gomphichis traceyae Rolfe (Syn.: Gomphichis brachystachys) Schltr.: Sie kommt vom nordwestlichen Venezuela bis Ecuador vor.[3]
- Gomphichis valida Rchb.f.: Sie kommt in Ecuador, Bolivien und Peru vor.[3]
- Gomphichis viscosa (Rchb.f.) Schltr.: Sie kommt in Kolumbien, Venezuela, Peru und Guayana vor.[3]